# NGC 3578
NGC 3578 est une paire d'étoiles située dans la constellation de la Coupe. L'astronome britannique John Herschel a enregistré la position de cette étoile 16 décembre 1827.